# Guesch Patti
Guesch Patti, nom de scène de Patricia Porrasse, née le 16 mars 1946 à Neuilly-sur-Seine, est une danseuse, chorégraphe, comédienne et chanteuse française. Elle est l'auteure de cinq albums et a reçu une Victoire de la musique en 1987.

## Biographie
Guesch Patti apprend la danse classique et devient, à l'âge de neuf ans, petit rat de l’Opéra de Paris. Engagée à l'âge de quinze ans par Roland Petit à l’Opéra de Paris, elle opte huit ans plus tard pour la danse contemporaine. Elle collabore avec Joseph Russillo, Carolyn Carlson, Karlheinz Stockhausen, Sylvano Bussotti puis avec le Four solaire d’Anne-Marie Reynaud et d'Odile Azagury en 1976. Elle travaille également pour la télévision comme danseuse, et accompagne notamment Nana Mouskouri et Sylvie Vartan. Le danseur et chorégraphe Daniel Larrieu, ami et conseiller de longue date, l’invite à interpréter Lui en 1980 et 1981.
En parallèle, en 1964 et 1965, sous le nom d’Yves et Patricia, elle se lance dans la chanson populaire et enregistre avec Yves Gilbert quatre 45 tours, La Petite Histoire, Il est bleu, il est gris, Dès que tu me tournes le dos et Voyager. En 1984, elle participe à la formation du trio Dacapo (avec Lydie Callier), et remporte le prix radio Mont Blanc de la découverte lors d'un festival à Dijon. Puis, en solo, elle connaît le succès en 1987 avec la chanson Étienne qui obtient un disque d'or en France. Elle vend un million et demi d'exemplaires de ce disque, qui est classé notamment numéro un en France, numéro deux en Italie, numéro trois en Suisse, numéro six en Autriche et numéro neuf en Allemagne. Le clip est réalisé par Lydie Callier, principalement en noir et blanc.
En 1988, elle publie l'album Labyrinthe, dont est extrait un deuxième titre, Let Be Must the Queen, qui se classe vingt-cinquième au Top 50, et obtient une Victoire de la musique en 1987 dans la catégorie révélation féminine de l'année devant Vanessa Paradis et Maurane. L'année suivante, en revanche, elle s'incline face à Mylène Farmer qui décroche celle de l’artiste féminine de l'année.
Nomades, son deuxième album, sort en janvier 1990, suivi d'une tournée européenne et de concerts donnés aux États-Unis, ainsi qu'au Canada. Toutefois, ni l'album ni les titres L'Homme au tablier vert, Comment dire et Nomades ne rencontrent le succès.
En 1992 l'album Gobe, enregistré à Minneapolis dans les studios de Prince et produit par son ancien batteur, Bobby Z, est un échec commercial. Elle part de nouveau en tournée, proposant un spectacle mêlant danses et chansons avec en décor une peinture sur toile réalisée pendant chaque représentation. L'album Gobe est sans doute le plus abouti de Guesch Patti, tant au niveau des sonorités musicales ou des textes, que des thèmes abordés ou de l'iconographie.
L'album Blonde, sorti en 1995, est fortement marqué par une évolution vers des sonorités moins commerciales et de nouvelles collaborations, avec entre autres, Matthieu Chedid, Étienne Daho (sur le titre Blonde) et Françoise Hardy (sur le titre Un peu… beaucoup). Trois extraits font l'objet de singles : La Marquise, Blonde et Amnésie. Par ailleurs, le cinéaste britannique Peter Greenaway choisit, pour la bande originale de son film The Pillow Book (1996), trois chansons de l'album : La Marquise, Blonde et La Chinoise.
Dernières nouvelles, paru en 2000, le cinquième album de Guesch Patti, met en évidence une ambiance douloureuse et mélo-dramatique empreinte de solitude. Un DVD sorti en mars 2002 complète l'album, innovant dans le domaine de la musique, il présente une grande partie de l'album, alternant chansons, performances chorégraphiques, ainsi qu'une fausse interview traitant de problèmes existentiels ou de la condition de l'artiste.
Guesch Patti prend, par la suite, ses distances avec le monde de la musique, cherchant à diversifier ses expériences artistiques. Elle reprend alors sa carrière de danseuse, puis, sous la direction d’Anne-Marie Reynaud, crée Elle sourit aux larmes, cinq soli signés par Odile Azagury, Odile Duboc, Pascale Houbin, Daniel Larrieu et Dominique Mercy. La même année, Guesch Patti s'offre un duo avec Gonzales pour le single Dans tes yeux.
Elle joue également au cinéma, fait une brève apparition dans Une pour toutes de Claude Lelouch, joue dans Elles de Luís Galvão Teles, aux côtés de Miou-Miou, Marthe Keller, Marisa Berenson et Carmen Maura, dans Suzanne de Viviane Candas, et dans Monsieur Max de Gabriel Aghion.
On la voit également au théâtre, notamment dans les Monologues du vagin, dans L'Opéra de quat'sous, de Bertolt Brecht et Kurt Weill, dans Par-dessus bord, de Michel Vinaver, mis en scène par Christian Schiaretti, dans Jesus Camacho 404 284, d’après des textes de Francis Marmande, Victor Hugo et Victor Segalen, adaptés et mis en scène par Patrick Sommier, puis dans Allegro Ricordando, d’Ami Flammer, mis en scène par Georges Lavaudant.
Durant l'été 2006, elle est l'un des membres du jury du Dancing Show, diffusé sur France 2.
Elle participe au projet d’Odile Azagury, Les Princesses, qui réunit la fine fleur de la danse contemporaine, avec quinze musiciens de l’ensemble Ars nova sous la baguette de Philippe Nahon. Ce spectacle créé à Poitiers, en octobre 2008, conçu comme un parcours dans l'ensemble du bâtiment, permet au public de découvrir ses différents espaces. Il est repris au théâtre national de Chaillot en novembre 2009. À la suite de ces représentations, elle est invitée à participer aux chorégraphies d’hommage à Pina Bausch au théâtre de Vanves en janvier 2010. De cette aventure, naît le projet de son prochain spectacle : La Revue, Mémoire en défense.
En 2009 sort Bilingue un titre rythmé, suivi en 2010 par Ensemble, tiré du film Ensemble, nous allons vivre une très, très grande histoire d'amour....
Elle est en outre membre du jury du premier Prix Barbara, remis par le ministre Frédéric Mitterrand en juin 2010.
Guesch Patti se produit en 2014 à la Ménagerie de verre à Paris dans RE-VUe, un spectacle de théâtre-danse. En 2018, elle lance un nouveau spectacle, Per au travers, œuvre de danse contemporaine dans lequel elle apparait entourée de deux danseurs. Le spectacle tourne jusqu'en 2020.

### Vie privée
Fille de l'imprésario et directeur artistique Jean Porrasse, et filleule du comédien Bernard Blier, Patricia Yolande Ghislaine Porrasse naît le 16 mars 1946 à Neuilly-sur-Seine. Elle choisit son nom de scène « Guesch » en référence au sobriquet d'origine basque[Quoi ?] (Gaixoa) que lui donnait son grand-père.
De 1964 à 1974, elle a pour époux le pianiste Yves Gilbert.

### Distinctions
En 1987, Guesch Patti reçoit une Victoire de la musique dans la catégorie « Révélation féminine de l'année » et le Prix de l’artiste européenne de l’année (Hambourg). L'année suivante, elle est récipiendaire du prix Vincent-Scotto (1988) et du prix René-Jeanne (2008).

## Discographie

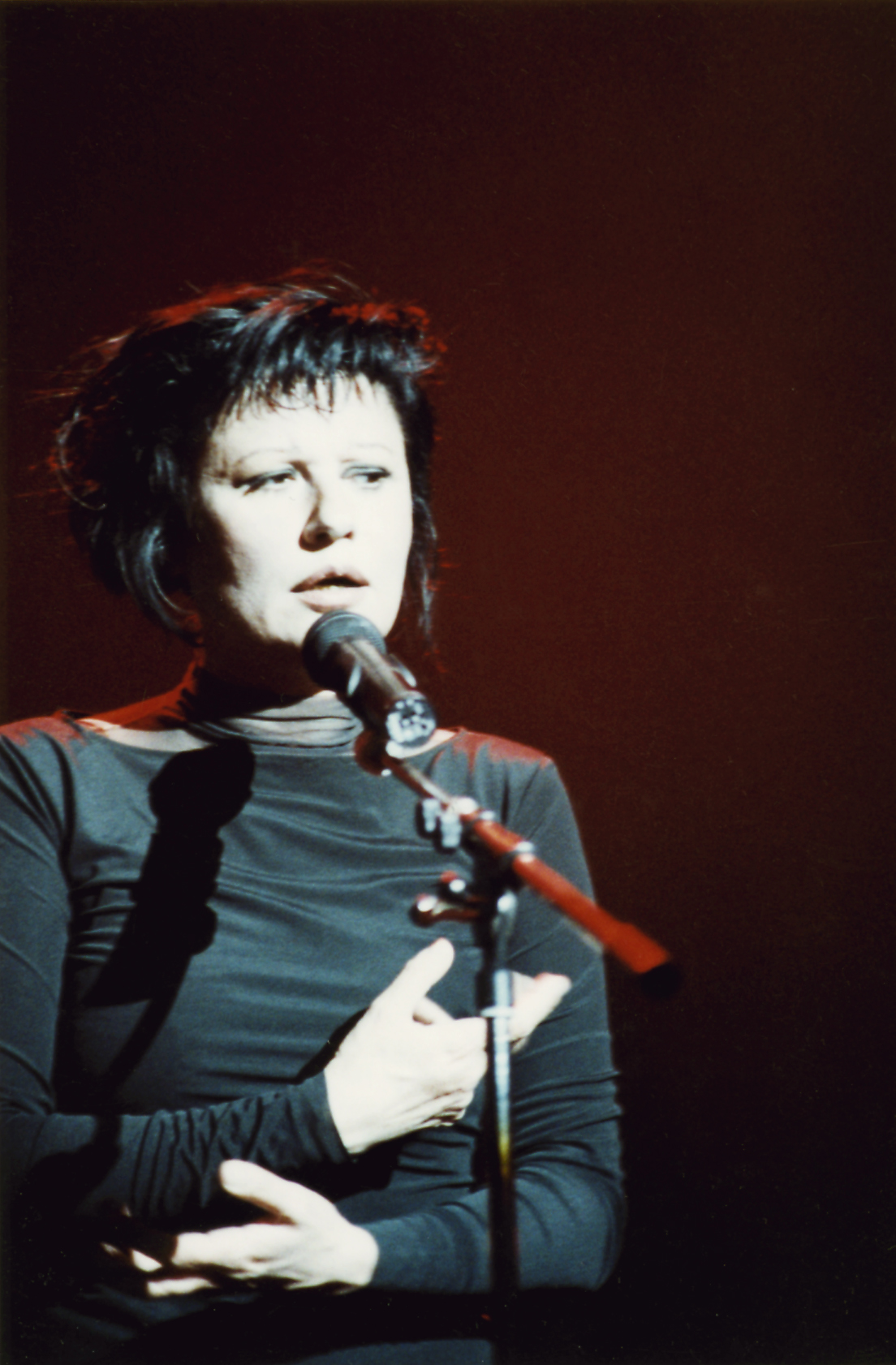
Guesch Patti en concert au Printemps de Bourges en 1991.

### Albums
- 1988 : Labyrinthe
- 1990 : Nomades
- 1992 : Gobe
- 1995 : Blonde
- 2000 : Dernières nouvelles

### Vinyles enregistrés sous le nomYves et Patricia, en duo avec Yves Gilbert
- 1964 : La petite histoire
- 1964 : Il est bleu, il est gris
- 1965 : Dès que tu me tournes le dos
- 1965 : Voyager

### Singles
- 1984 : « Somnifères » (avec le groupe Dacapo)
- 1987 : « Étienne »
- 1988 : « Let be must the queen »
- 1988 : « Cul Cul Clan » (pour l'Allemagne seulement)
- 1988 : « Bon anniversaire »
- 1990 : « L'homme au tablier vert »
- 1990 : « Comment dire »
- 1990 : « Nomade »
- 1992 : « Wake up »
- 1992 : « Mélomane »
- 1995 : « La Marquise »
- 1995 : « Amnésie »
- 1996 : « Blonde »
- 2000 : « 4+1 » (inclus le remix d'Étienne)
- 2002 : « Dans tes yeux » (en duo avec Gonzales)
- 2009 : « Bilingue » (uniquement en digital pour le moment)
- 2010 : « Ensemble »

### Vidéographie
- 2002 : Dernières nouvelles
- 2007 : Suzanne

## Filmographie
- 1997 : Elles, de Luís Galvão Teles
- 1999 : Le Gang des TV, court métrage d'Artus de Penguern
- 1999 : Une pour toutes, de Claude Lelouch
- 2007 : Suzanne de Viviane Candas
- 2007 : Monsieur Max, de Gabriel Aghion

## Théâtre
- 2003 : Marche's, de Pedro Pauwels, Théâtre de l'Étoile du Nord
- 2004 : Les Monologues du vagin, d'Eve Ensler, mise en scène Isabelle Rattier, Petit Théâtre de Paris
- 2003 : L'Opéra de quat'sous, de Bertolt Brecht et Kurt Weill, mise en scène Christian Schiaretti, TNP Villeurbanne
- 2004 : L'Opéra de quat'sous, de Bertolt Brecht et Kurt Weill, mise en scène Christian Schiaretti, Théâtre national de la Colline à Paris et Théâtre national de Strasbourg
- 2006 : Jésus Camacho 404 284, de Francis Marmande, Victor Hugo, Victor Segalen, mise en scène Patrick Sommier, MC93 Bobigny
- 2008 : Par-dessus bord, de Michel Vinaver, mise en scène Christian Schiaretti, TNP Villeurbanne et Théâtre national de la Colline à Paris
- 2009 : Allegro Ricordando, d'Ami Flammer, mise en scène Georges Lavaudant, MC93 Bobigny.
- 2009 : Les Princesses, d'Odile Azagury, Théâtre national de Chaillot à Paris
- 2012 : La culture c'est la règle, l'art c'est l'exception. Lectures et chants, avec Le Collectif artistique de la Comédie à Valence (Drôme)
- 2012 : Une heure avec, de Reinhardt Wagner. Récital de chant et piano en hommage à Roland Topor à Nancy (Meurthe-et-Moselle)
- 2014 : RE-VUe, spectacle théâtre et danse de Guesch Patti dans le cadre du festival Étrange Cargo à la Ménagerie de Verre (Paris) du 10 au 12 avril 2014